# Řeporyje
Praha-Řeporyje ist ein Stadtteil am westlichen Rand der tschechischen Hauptstadt Prag. Er gehört zum Verwaltungsbezirk Prag 13.

## Stadtteil
Der Stadtteil Praha-Řeporyje umfasst den Großteil der Katastralgemeinde Řeporyje (deutsch Řepora, 1939–1945 Rübstich), bis auf ein kleines, unbewohntes Gebiet, das zu Prag 13 gehört. Außerdem umfasst er die gesamte Katastralgemeinde Zadní Kopanina (Hinter Kopanin), einen Teil von Stodůlky (Stodulek) und von Třebonice (Trebonitz).

## Sehenswürdigkeiten
- Freilichtmuseum Řepora
- Kirche der Hl. Peter und Paul
- In Řeporyje befinden sich Global Stratotype Section and Point für das Erdzeitalter Pridolium

## Weblinks

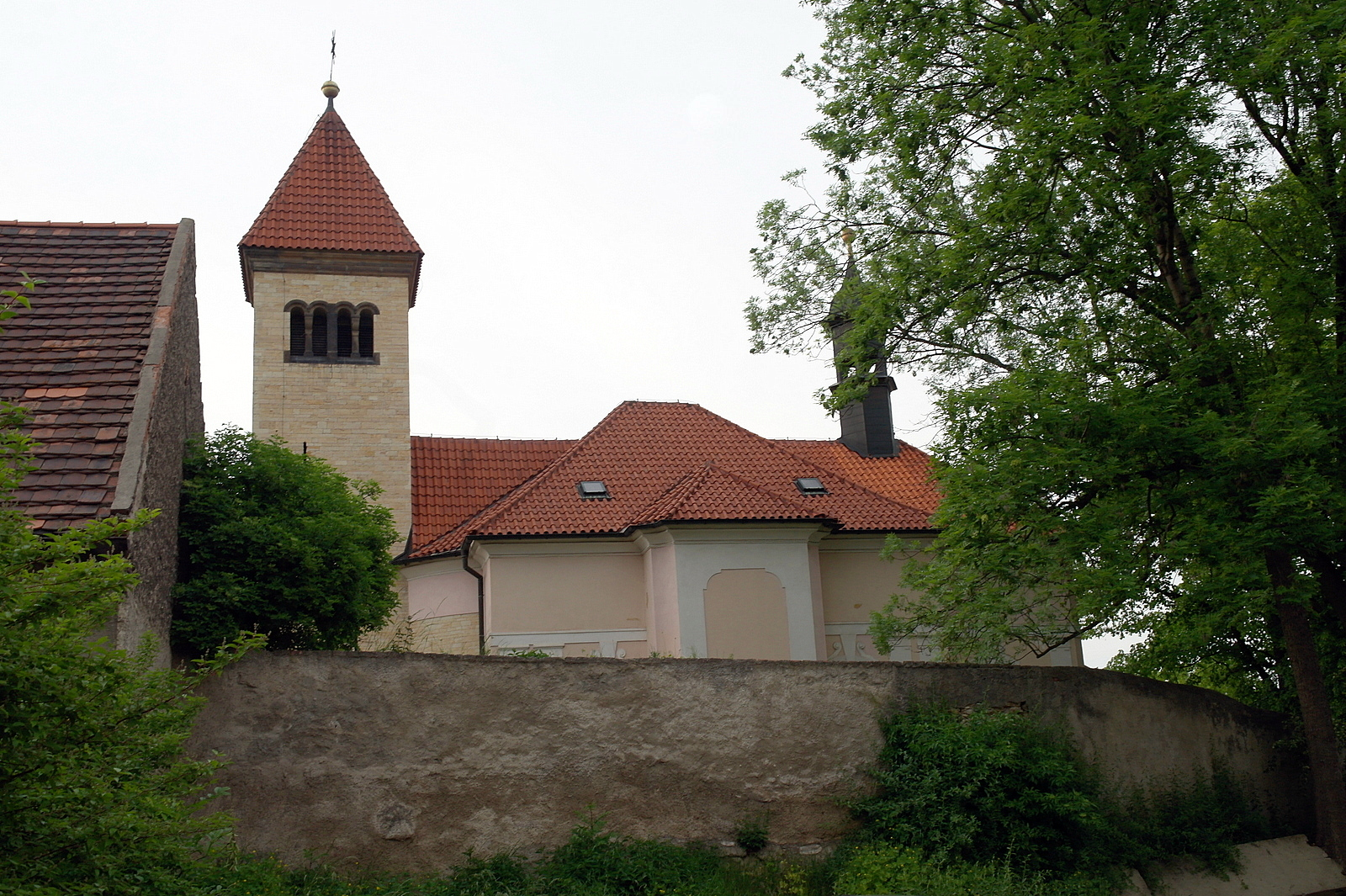
Kirche der Hl. Peter und Paul